# Peter Cousins
Peter Tendai Cousins (ur. 3 grudnia 1981) – brytyjski judoka. Olimpijczyk z Pekinu 2008, gdzie zajął 21. miejsce w wadze półciężkiej.
Wicemistrz świata w 2007; uczestnik zawodów w 2005 i 2009. Startował w Pucharze Świata w latach 2000–2002, 2004, 2005, 2007, 2009 i 2012. Brązowy medalista mistrzostw Europy w 2006; piąty w 2008. Wygrał mistrzostwa Wspólnoty Narodów w 2004 i 2006 roku. 

## Letnie Igrzyska Olimpijskie 2008
| Konkurencja | Eliminacje               | Klas. końcowa |
| Konkurencja | Przeciwnik I             | Miejsce       |
| ----------- | ------------------------ | ------------- |
| 100 kg      | Lewan Żorżoliani (GEO) P | 21.           |